# Blažena Przybylová
Blažena Przybylová (7. března 1952 Ostrava – 31. října 2017 Ostrava) byla česká archivářka a ředitelka Archivu města Ostravy.
Po absolvovaní Střední všeobecně vzdělávací školy v Ostravě v roce 1970 vystudovala na Filozofické fakultě Univerzity Jana Evangelisty Purkyně v Brně v roce 1975 obor archivnictví.
V letech 1975–77 pracovala v Okresním archivu v Blansku a poté do roku 1992 jako vedoucí podnikového archivu Železáren a drátoven Bohumín. V Archivu města Ostravy pracovala od roku 1993 jako archivářka a od 1. července 1995 jako ředitelka.
Zemřela 31. října 2017 po střetu s trolejbusem u křižovatky Sokolská třída a Na Hradbách.